# Dimbaladebbanahalli, Bangarapet
Dimbaladebbanahalli là một làng thuộc tehsil Bangarapet, huyện Kolar, bang Karnataka, Ấn Độ.